# Avril 1850

## Événements
- France : découverte du procédé d'impression photographique à l'albumine par Louis Désiré Blanquart-Evrard

- 6 avril : fondation de la revue jésuite Civiltà Cattolica à Naples; très proche du Saint-Siège, elle est souvent considérée comme véhiculant l'opinion du pape sur les affaires courantes.
- 12 avril : retour à Rome du pape, sous la protection des Français.
  - À Rome, le cardinal Giacomo Antonelli, secrétaire d’État de Pie IX, mène une politique réactionnaire. Méfiant envers la France, il ne tient pas compte des avis d’Oudinot, incitant le pape à ne pas détruire toutes les institutions libérales mises en place. La France préconise l’amnistie générale, la sécularisation de l’administration, le code Napoléon et un gouvernement libéral. Le pape refuse. La question romaine est posée : la France maintient un corps expéditionnaire à Rome pour protéger l’indépendance du pape, ce qui entraîne une brouille avec les libéraux. Mais le but de Louis-Napoléon Bonaparte, ignoré par le pape, est de permettre au corps expéditionnaire de faire pression sur le gouvernement pontifical afin qu’il renoue le dialogue avec les libéraux italiens.
- 16 avril : à Angers, le pont de la Basse-Chaîne est détruit par une violente tempête au moment où passe un régiment. 226 soldats périssent dans la Maine. Une version contestée veut que le pas cadencé de la troupe ait provoqué la rupture du pont par résonance.
- 28 avril, France : nouvelle élection complémentaire dans le département de la Seine, remportée par le démocrate-socialiste Eugène Sue contre le conservateur Alexandre Leclerc.

## Naissances
- 16 avril : Sidney Gilchrist Thomas ingénieur britannique († 1885).

## Décès
- 9 avril : William Prout (né en 1785), chimiste et physicien britannique.